# Sébastian Pirlot
Pour les articles homonymes, voir Pirlot.
Sébastian R. Pirlot, né le 29 août 1971 à Saint-Mard (Belgique) est un homme politique belge, actuellement membre du Mouvement réformateur. Il est député fédéral et bourgmestre de la ville de Chiny depuis 2006.

## Biographie
Après un court séjour dans un kibboutz (1989) en Israël, un prix du meilleur jeune écrivain[réf. nécessaire] (1991) et une expérience de correspondant de presse à l'Avenir du Luxembourg (1993-1995), il est licencié en journalisme et communication sociale (Université libre de Bruxelles, 1995) et titulaire d'un DES en Études politiques européennes (Institut d’Études européennes de l'ULB, 1997). 
Connu pour ses positions tranchées[réf. nécessaire] (athée, laïc, humaniste et libre-penseur), il lance en 2015, à la suite des attentats de Charlie Hebdo, un blog personnel connu pour son impertinence et son côté décalé. 

## Carrière politique
Désigné secrétaire général de la fédération du Parti socialiste en province de Luxembourg en 1997 (il a quitté ce poste en 2014), il est candidat aux élections communales et provinciales de 2000 et est directement élu premier échevin de la ville de Chiny et conseiller provincial. Ses attributions concernent essentiellement l'enseignement, la culture (en lien avec les différentes associations culturelles dont s'il s'occupe bénévolement) et les sports. 
Dès 2003, Sébastian Pirlot est désigné député provincial (enseignement, culture, sports, formation). Il quitte alors sa commune, pour cause d'incompatibilité entre les deux mandats. Élu député wallon et de la Fédération Wallonie-Bruxelles en 2004, il prend en 2006 la tête de liste aux élections communales et est élu bourgmestre de la ville de Chiny en 2006. Réélu en 2009 député wallon et de la Fédération Wallonie-Bruxelles, avec le 5e taux de pénétration (= rapport nombre de voix/nombre d'électeurs) francophone, il siège comme vice-président de la commission Économie et membre de la commission Relations internationales. 
Réélu bourgmestre de sa commune en 2012 (sa liste progresse de quatre sièges, remportant douze sièges sur dix-sept), il quitte la Région wallonne et la FWB en 2014, après y avoir siégé dix ans, pour se présenter aux élections fédérales. Élu depuis 2014 au Parlement fédéral (Chambre des représentants), Sébastian Pirlot est membre des Commissions Défense, Suivi des opérations militaires à l'étranger et Achat de matériel militaire. 
Sur le plan international, il est représentant belge au sein de l'Assemblée parlementaire de l'OTAN et de l'Assemblée parlementaire Benelux, où il occupe la présidence de la Commission Infrastructures.
En janvier 2019, il quitte le Parti socialiste. En juin 2021, il annonce qu'il passe au Mouvement réformateur.